# Бортное (Калужская область)
Бо́ртное — деревня в Сухиничском районе Калужской области. Входит в состав сельского поселения «Деревня Радождево».

## География
Находится в центральной части Калужской области, в пределах северо-западной части Среднерусской возвышенности на берегах реки Казенки, на расстоянии примерно 9 километров (по автодорогам) к югу от города Сухиничи — административного центра района.

## Население
| 2002 | 2010 |
| ---- | ---- |
| 5    | ↗8   |

### Национальный состав
Согласно результатам переписи 2002 года, в национальной структуре населения русские составляли 100 %.

## История
В атласе Калужского наместничества, изданного в 1782 году, упоминается и нанесена на карты деревня Бортная Козельского уезда Алексея и Николая Ивановых, детей Новиковых, при 19 дворах, по ревизской описи числилось 130 душ
В 1858 году деревня (вл., каз.) Бортная (Бортнева) 1-го стана Козельского уезда, при безымянном ручье, 24 дворах и 183 жителях — по правую сторону Болховской транспортной дороги.
К 1914 году Бортная — деревня Стреленской волости Козельского уезда Калужской губернии. В 1913 году население 356 человека.
В 1927 году Бортное вошло в состав образованного Сухиничского уезда Калужской губернии, позднее Сухиничского округа Западной области РСФСР. С 1944 года в составе Сухиничского района Калужской области.
15 марта 1942 года танки 146-й танковой бригады совместно с ротой пехотинцев освободили деревню. На следующий день немцы, легко сломив сопротивление небольшого отряда красноармейцев (танки ушли дальше), вновь захватил Бортное. Несколько дней бойцы 16-й армии безуспешно пытались отбить у врага деревню..